# Atún encebollado
 (décembre 2021).
L'atún encebollado (également connu localement sous le nom d'atún encebollao) est un ragoût traditionnel de thon de la province de Cadix. Il s'agit d'un plat de fruits de mer simple dans lequel seuls deux ingrédients sont utilisés : une grande quantité d'oignons et du thon coupé en cubes. La préparation de ce plat est généralement mieux appréciée si le thon provient de la ventresca de atún ou du morrillo (différentes parties de la découpe du thon). Le ragoût est généralement aromatisé avec des feuilles de laurier et du vin de Jerez et servi très chaud.